# Otto Schily
Otto Georg Schily (ur. 20 lipca 1932 w Bochum) – niemiecki polityk i prawnik, działacz Zielonych i następnie Socjaldemokratycznej Partii Niemiec (SPD), poseł do Bundestagu, w latach 1998–2005 federalny minister spraw wewnętrznych.

## Życiorys
Po maturze studiował prawo na uniwersytetach w Monachium i Hamburgu. Kształcił się również w zakresie politologii m.in. na Wolnym Uniwersytecie Berlina. Działał w Sozialistischer Deutscher Studentenbund, lewicowym związku studenckim. W 1962 zdał państwowy egzamin prawniczy drugiego stopnia, po którym podjął prywatną praktykę adwokacką w Berlinie Zachodnim. Stał się publicznie rozpoznawalny w latach 70., gdy jako obrońca brał udział w procesach terrorystów z Frakcji Czerwonej Armii.
Wkrótce zaangażował się w działalność polityczną, politykę, wstępując w 1980 do nowo utworzonego ugrupowania Zielonych. W 1983 z ramienia tej partii został wybrany na deputowanego do Bundestagu. W parlamencie zasiadał do 1986 i ponownie w latach 1987–1989, będąc jednym z rzeczników frakcji swojej partii. W 1989 zrezygnował z mandatu deputowanego, przechodząc do Socjaldemokratycznej Partii Niemiec. Do niższej izby niemieckiego parlamentu powrócił z ramienia SPD w 1990. Z powodzeniem ubiegał się o reelekcję w wyborach w 1994, 1998, 2002 i 2005, wykonując mandat poselski do 2009, gdy zdecydował się zakończyć swoją parlamentarną działalność. W ramach SPD zajmował się początkowo głównie problematyką dawnych landów wschodnich.
W październiku 1998, po zwycięskich wyborach parlamentarnych, znalazł się w rządzie Gerharda Schrödera jako minister spraw wewnętrznych. Stanowisko to zachował również po wyborach w 2002 w drugim gabinecie dotychczasowego kanclerza. Urząd ten sprawował do listopada 2005.
Był członkiem powołanego w 2006 Komitetu Działania na rzecz Europejskiej Demokracji. Po odejściu z parlamentu powoływany do różnych organów doradczych, m.in. rady doradczej agencji prasowej DAPD.